# Fire◎Flower
Fire◎Flower是一首於2008年8月2日在串流平台上傳的日本單曲，由halyosy負責作詞作曲並由鏡音連演唱。

## 音樂

### 製作背景
這首歌是以櫻之雨作為背景所做出來的，內容講述鏡音連、鈴之間的青春與戀愛故事。作者halyosy以櫻之雨為基礎，將這首歌做為衍伸而製作出這首具有夏季風格的煙火主題的歌曲，融合青春、戀愛、夢想等元素而形成的衍生作品。這首歌是halyosy的第二首VOCALOID原創曲，由halyosy作詞作曲，is編曲，若菜繪畫，that動畫影片製作，鏡音連歌唱。
歌曲目前在VOCALOID原創曲超過百萬的瀏覽數，歌曲內容為在夏日的夜晚煙花在頭頂上方的天空打上煙火，內容描述男生的心情在愛情和夢想之間搖擺，連的元氣低音是魅力所在，是清爽的青春系搖滾樂。歌曲內容描述男孩對女孩的愛情，以夏天為背景，此時正值日本夏日的祭典期間，人們在夏季祭典穿上和服，廟會夜晚有花火大會和煙火表演。歌名Fire◎Flower表示像煙火一樣，像是表示隱喻象徵男孩他對女孩愛，像花火一樣綻放豐富多彩，歌名中介於兩個字中間的◎則是表示象徵煙火向上發出後在天空綻放時的形狀和感覺，Fire◎Flower歌名如同歌曲，標題中看出是一首和煙火有關的以花（Flower）火（Fire）為題材歌曲，英文中的花火還是以Fireworks為正確不是FireFlower。
歌曲在網路上目前超過百萬次點閱，有許多網路歌手翻唱，其中還包含halyosy自身。

### 收錄專輯
2009年5月20日，absorb樂團發行首張音樂完整專輯，內容收錄了由absorb團員所演唱的版本而不是鏡音連所演唱的版本，音樂專輯的發行的唱片公司為Nippon Crown唱片。2011年6月22日，Sony Music Direct發行的VOCALOID BEST from niconico動畫（赤）的合輯中收錄這首歌原版。2011年7月6日EXIT TUNES發行的EXIT TUNES PRESENTS Vocalonation feat.初音未來中收錄這首歌的新錄音版本題名為《Fire◎Flower 2011》。2013年3月20日EXIT TUNES發行的鏡音鈴、連樂曲合輯EXIT TUNES PRESENTS Vocalotwinkle feat.鏡音鈴、鏡音連收錄鏡音連的歌唱原版本。-{
| we walk abreast | we walk abreast          | we walk abreast | we walk abreast |
| 曲序            | 曲目                     | 词曲            | 编曲            |
| --------------- | ------------------------ | --------------- | --------------- |
| 1.              | Fire◎Flower              | 森晴義          |                 |
| 2.              | 未知導－abreast ver.－   | 森晴義          |                 |
| 3.              | 愛ノ詩                   |                 |                 |
| 4.              | トドイテマスカ？         | 中村博          |                 |
| 5.              | 腕時計                   | 笹原翔太        |                 |
| 6.              | 手人手                   | 森晴義          |                 |
| 7.              | カザスズ                 | 笹原翔太        |                 |
| 8.              | Window                   | 森晴義          |                 |
| 9.              | となりで－abreast ver.－ | 森晴義          |                 |
| 10.             | 吟遊民                   | 森晴義          |                 |
| 11.             | ごめんね。が言えない     | 笹原翔太        |                 |
| 12.             | 桜ノ雨－abreast ver.－   | 森晴義          | absorb          |
| 总时长：        | 总时长：                 | 总时长：        | 55:00           |

}-

## 小說

### 人物
以下為小說中出場的人物的個性概要，因為與歌曲的人物有不同，所以小說的人物介紹中會比原本歌曲中多出許多的人物：
鈴（RIN）
來源：鏡音鈴  在故事中為開朗朗活潑的高中三年級學生，頭髮留長以後變得比以前更成熟些，但其實也有自己的煩惱，像是想當運動教練的夢想及關於母親的事，三年級時擔任副社長的工作。
蓮（LEN）
來源：鏡音連
故事中在三年級時擔任音濱高中合唱團的新社長。高二合宿訓練時與從小的青梅竹馬告白後和鈴開始交往，雖然個性逐漸穩重，但依然是被鈴牽著鼻子走的男友。畢業後投身海外，在Fire◎Flower第二本小說時歸國回到音濱町。
勇馬（ROLLO，洛洛）
來源：66（勇馬）
音濱高中二年級生，個性屬於一副提不起勁的學生，故事中後來有好好的去上學。有時會將自己做的曲子在網路上發表，感覺會有一些介意網路上曲子的瀏覽數，去年合宿訓練時見到瑠華後對她一見鍾情，故事中後來因為受感動才終於選擇要進入社團。
玲央（LEO）
來源：LEON
現在美術大學就讀，個性活潑開朗讓他所到之處無論何時都能讓人有感覺到明亮起來的感覺，一開始跟洛洛個性不合，但是後來在一個偶然的機會下，兩人開始變得意氣相投起來，擔任合唱團的男高音。
彌留（NERU）
來源：亞北Neru
音濱高中二年級生，擁有活潑過頭的個性，是為稟性率真的女學生，雖然是意外而加入合唱團，不過因為聲音宏亮在團中也顯得很活躍，熱衷於幫勇馬做的曲子配上動畫。
瑠華（LUKA）
來源：巡音流歌
短期大學二年級生，畢業後接受芽衣子的建議就到社會人士組成的福音音樂社團去，因為身上有著成熟冷靜的氛圍是許多學弟妹憧憬的對象，最近開始改成自己一個人住。
未來（MIKU）
來源：初音未來
合唱團前任社長，原本已經有一所可以安穩就讀的大學，但後來決定想要考音樂大學，為了要能夠順利考上，現正積極準備重考中，也就是目前是高中四年級重考生的意思，個性有點脫線，但是因為認真而明亮的態度受到往後學弟妹的敬慕，因為和春學長交往，但學長在德國留學學習音樂，所以正在和德國留學的春學長遠距離戀愛。

### 內容
Fire◎Flower第一本出版時是2013年8月，作品內容延續櫻之雨小說系列的第二本圍繞著我們的奇蹟，同時也是屬於整部櫻之雨系列的第三本，由於作品內容是連貫的，且有大部分的內容章節所講述的故事都會和前面出版的小說內容有關，所以如過沒有照順序看或是直接跳到不同的出版順序看通常會覺得看不太懂，但每一本的內容也都有獨立的主題，因此跳順序看僅僅是對故事內容的順序理解較為困難，而不會影響對每一本單獨故事的閱讀理解，但會影響對整體事件和發生原由的前後關係感到不明所以，閱讀時建議還是依照出版順序閱讀會較易理解。雖然Fire◎Flower可視為一獨立的系列作品，但一般還是會將Fire◎Flower系列併入櫻之雨小說系列，而將Fire◎Flower小說系列和櫻之雨小說系列由halyosy擔任原案的兩系列合稱「櫻之雨」系列。
Fire◎Flower第一本內容描述鏡音連和鈴的戀愛與青春對未來的煩惱還有一直喜歡春學長的未來和同學們的青春故事，本系列是以櫻之雨和Fire◎Flower為背景，和初音未來官方的設定有所不同。

### 發行
日文版小說櫻之雨從2012年2月開始發行，中文版則是由台灣東販代理從2013年7月開始發行，作品的繪圖在輕小說之中屬於較精緻的作品，因為作品中同時由許多不同的繪者一起分工繪畫，相較於許多輕小說和漫畫的繪畫部份的工作多是由一人獨力完成，本系列作品的繪圖是由多人所合作而成是一特點。Fire◎Flower系列日文版是從2013年8月開始出版，這系列小說是以halyosy所寫的鏡音連、鈴的名曲Fire◎Flower為背景所寫出來的小說，同時也是櫻之雨的衍生作品。作者雨宮一開始也為作品是否要和櫻之雨系列寫在一起而煩惱，作者的煩惱在於雖然兩首都是青春氣息的歌曲，構想時也很容易聯想在一起，但是在不能不考慮到櫻之雨這系列作品本身故事的前提下，究竟能和櫻之雨融合到什麼程度。:345
| 出版順序 | 中文版標題 日文版標題          | 作者                                            | 中文出版（台灣東販） 日文出版（PHP研究所） | ISBN                             |
| -------- | ------------------------------ | ----------------------------------------------- | ------------------------------------------ | -------------------------------- |
| 1        | 櫻之雨                         | 著者： 原作・原案： 插畫：                      | 2013年7月20日 2012年2月20日                | 9789863315353 ISBN 9784569802558 |
| 2        | 櫻之雨 圍繞著我們的奇蹟        | 著者： 原作・原案： 插畫：                      | 2013年11月24日 2013年3月15日               | 9789863312307 ISBN 9784569810218 |
| 3        | Fire◎Flower 各顯特色的多彩生活 | 著者： 原作・原案： 插畫： 封面： 內彩： 插圖： | 2014年12月1日 2013年8月26日                | 9789863315353 ISBN 9784569813127 |
| 4        | 櫻之雨 我們在這裡重逢          | 著者： 原作・原案： 插畫： 、                   | 2015年11月20日 2014年3月21日               | 9789863318040 ISBN 9784569817941 |
| 5        | Fire◎Flower 喜歡上你真是太好了 | 著者： 原作・原案： 插畫：                      | （尚無出版） 2015年3月6日                  | 9784569823799                    |

## 資料來源
1. 1 2 3 4 5  . niconico. 2008-08-02  [2016-11-17]. （原始内容存档于2016-12-16） （中文（臺灣））.
2. 1 2 3 4 5 6  雨宮ひと, み. . 東京: PHP研究所. 2013-08-26  [2016-12-06]. ISBN 9784569813127. （原始内容存档于2015-12-30）. 動画再生175万回を誇る名曲『Fire◎Flower』が、レンとリン、ミクたちとともに珠玉の青春ストーリーとして小説化 『桜ノ雨』のキャラクターたちが織り成す珠玉の青春ストーリー 部活に、進路に、恋に、悩みながらも成長していく
3. 1 2  .   [2016-11-17]. （原始内容存档于2016-11-29）. 在2012年，原作者halyosy推出同名輕小說，描述初音未來、鈴、蓮等人的高中生活，並且接著推出畢業篇、社會篇，以及新系列「Fire◎Flower」 在電影的詳細消息公布前，不妨先看看《櫻之雨》輕小說系列作《Fire◎Flower》的續集過過癮吧！ 《Fire◎Flower》續集已經在3月7日出版！
4. 1 2 3 4  . 博客來.   [2016-12-01]. （原始内容存档于2016-12-29）. 《櫻之雨》系列第三集!!以衍生故事型態接續登場
5. ↑  .[永久]
6. 1 2 3 4  雨宮ひと, み. . 東京: PHP研究所. 2013-08-26  [2016-12-06]. ISBN 9784569813127. （原始内容存档于2015-12-30）. ハル先輩を想い続ける未来(ミク)が、ついにドイツへ!? それぞれの青春を「花火」をモチーフに描く、青春ストーリーを鏡音リンレン、初音ミク、巡音ルカ、MEIKO、KAITOらボーカロイドオールスターキャストでお送りいたします。
7. 1 2 3 4  . PHP研究所 / PHP INTERFACE.   [2016-12-04]. （原始内容存档于2015-04-16） （日语）. 『桜ノ雨』シリーズ 桜ノ雨シリーズ 番外編『Fire◎Flower 君を好きでいられて良かった』の発刊です 花大きく咲くか春のFire◎Flower（花火）こうご期待です
8. ↑  beeeeejyuKettaro, , 2009-12-05  [2016-12-04], （原始内容存档于2019-02-16）
9. ↑  Halyosy Moly, , 2008-08-03  [2016-12-04], （原始内容存档于2016-04-13）
10. ↑  . niconico. 2011-01-23  [2016-11-17]. （原始内容存档于2016-07-06） （中文（臺灣））.
11. ↑  . niconico. 2012-08-05  [2016-11-17]. （原始内容存档于2016-12-03） （中文（臺灣））.
12. ↑  . niconico. 2009-06-13  [2016-11-17]. （原始内容存档于2016-11-12） （中文（臺灣））.
13. ↑  . www.crownrecord.co.jp.   [2016-11-17]. （原始内容存档于2018-07-29）.
14. ↑  , 日本クラウン,   [2016-11-17], （原始内容存档于2016-04-23）
15. ↑  , CROWN RECORDS JAPAN,   [2016-11-17], （原始内容存档于2019-02-16）
16. ↑  . アットプレス. 2011-07-05  [2011-07-06]. （原始内容存档于2012-07-08） （日语）.
17. 1 2 3  . tohan.com.tw.   [2016-12-01]. （原始内容存档于2016-12-12）.
18. 1 2 3 4 5  . PHP研究所 / PHP INTERFACE.   [2016-12-04]. （原始内容存档于2016-12-20） （日语）. 小説『桜ノ雨』シリーズにスピンオフ
19. 1 2  雨宮ひと, み. . 東京: PHP研究所. 2013-08-26  [2016-12-06]. ISBN 9784569813127. （原始内容存档于2015-12-30）. イラストには、iXima、水溜鳥、吉田ドンドリアン、竜宮ツカサ、shimano、水口十という豪華なメンバーが集結しました!
20. 1 2  雨宮, ひとみ; halyosy. . 東京: PHP研究所. 2015-03-06  [2016-12-06]. ISBN 9784569823799. （原始内容存档于2015-12-30）. 海外を自転車で駆け廻りながらボランティア活動を続ける蓮(レン)
21. ↑  . ABOUT THE MOVIE - イントロダクション&ストーリー | 映画『桜ノ雨』公式サイト.   [2016-12-01]. （原始内容存档于2016-05-17） （日语）. 『桜ノ雨』シリーズ
22. ↑  Inc., Natasha,. . natalie.mu. なおhalyosyが原作、原案を務めた小説「桜ノ雨」シリーズの最新作「Fire◎Flower 君を好きでいられて良かった」が、本日3月7日に刊行された。.   [2016-12-01]. （原始内容存档于2016-04-09）.
23. ↑  . 巴哈姆特電玩資訊站.   [2016-12-01]. （原始内容存档于2015-09-27）. halyosy 擔任小說原案的「櫻之雨」系列最新作品「Fire◎Flower 君を好きでいられて良かった」已在 3 月 7 日發行。
24. 1 2  雨宮ひとみ; halyosy. . 台灣: 台灣東販. 2014-12-01: 342–349. ISBN 9789863315353.
25. ↑  . 博客來.   [2016-12-01]. （原始内容存档于2016-11-08）.
26. ↑  . 紀伊國屋書店ウェブストア.   [2016-12-01]. （原始内容存档于2019-02-16）.
27. ↑  . www.tohan.com.tw.   [2016-12-01].[永久]
28. ↑  halyosy; 藤田, 遼. . 東京: PHP研究所. 2012-02-21  [2016-12-01]. ISBN 9784569802558. （原始内容存档于2015-12-30）.
29. ↑  . www.tohan.com.tw.   [2016-12-06]. 櫻之雨  作者：原作・原案:halyosy 著:藤田遼 スタジオ 譯者：猫ノ助  出版日期：2013-07-20[永久]
30. ↑  雨宮, ひとみ; halyosy. . 東京: PHP研究所. 2013-03-15  [2016-12-06]. ISBN 9784569810218. （原始内容存档于2015-12-30）.
31. ↑  . www.tohan.com.tw.   [2016-12-06]. （原始内容存档于2016-12-12）.
32. ↑  雨宮, ひとみ; halyosy. . 東京: PHP研究所. 2014-03-21  [2016-12-06]. ISBN 9784569817941. （原始内容存档于2015-12-30）.